# Cronică în piatră
Cronică în piatră (în albaneză Kronikë në gur) este un roman din 1971 al scriitorului albanez Ismail Kadare.